# Gaby Bornheim
Gaby Bornheim (* 1966 in Bremen) ist eine deutsche Reederin, die seit Dezember 2021 Vorsitzende des Verbandes Deutscher Reeder ist. Sie löste Alfred Hartmann nach sieben Jahren Amtszeit als Vorsitzenden des Verbandes Deutscher Reeder ab.
Bornheim ist Geschäftsführerin der Peter Döhle Schiffahrts-KG.
Von 1987 bis 1992 studierte sie Rechtswissenschaft an der Westfälischen Wilhelms-Universität Münster. Ab September 1993 war sie Referendarin am Hanseatischen Oberlandesgericht Hamburg.

## Veröffentlichung
- Haftung für grenzüberschreitende Umweltbeeinträchtigungen im Völkerrecht und im Internationalen Privatrecht. (Europäische Hochschulschriften Recht)